# Османски дълг
Османският дълг е външен дълг който в продължение на век е инструмент за дипломатически натиск на европейските сили върху Османската империя и впоследствие и върху Турция.
Процесът на финансово поробване на Османската империя от Великобритания, Франция и други страни започва по време на Кримската война. Първият външен (военен) заем е получен от Обединеното кралство през 1854 г.  Следват цяла поредица други кредити, като към 1875 г. и следващата на априлското въстание общият дълг с натрупаните лихви достига номинална стойност от 5,3 млрд. френски франка. Без да разполага със средства за изплащане на дълга, Османската империя обявява след освобождението на България, че през следващите 5 години ще плаща само половината от дължимите се суми по обслужването на този дълг, т.е. от договорените предварително годишни плащания. Всъщност Османската империя след Берлинския конгрес напълно спира плащанията.
Още на Берлинския конгрес е направен първия опит за установяване на финансов контрол над Османската империя, а през следващата 1879 г. османската държава официално обявява фалит. По искане на кредиторите през декември 1881 г. е създадено Управление на османския държавен дълг, под чиято власт е прехвърлено събирането на редица османски данъци и берии – за изплащане на дълга. По този начин е установен международен финансов контрол над Османската империя, което означава de facto превръщането ѝ в полуколония.
Османското погасяване на дълга е напълно завършено от Турция /като османски правоприемник/ след Втората световна война – през юни 1954 г.